# Maurice Joyant
Maurice Joyant, né à Mulhouse le 16 août 1864 et mort au Vésinet le 6 novembre 1930, est un critique d'art, collectionneur et galeriste français, qui fut l'ami de Henri de Toulouse-Lautrec, son exécuteur testamentaire et son premier biographe.

## Biographie
Fils de Joséphine Antoinette Anna Duchauffour et d'Abel Paul Charles Joyant (1833-1892), originaire de Mulhouse, arrivé sur Paris après la guerre de 1870, Édouard Paul Maurice Joyant entre au lycée Fontanes où il devient en 1872, le condisciple de Henri de Toulouse-Lautrec. C'est la naissance d'une amitié qui devait durer jusqu'à la mort de l'artiste. Ingénieur, le père de Maurice est le neveu du peintre Jules-Romain Joyant.
Formant un duo, Maurice et Henri fréquentent les soirées de La Revue blanche.
Joyant commence sa vie parisienne comme critique gastronomique et critique d'art ; il dirigea entre autres Le Figaro illustré. Il est celui qui présente le graveur et dessinateur Michel Manzi à Lautrec. 
Après des études de droit, Joyant devient marchand, remplaçant Théo van Gogh en 1890 à la galerie Boussod et Valadon, successeurs de Goupil & Cie. Il y organise en 1893, la première grande exposition de Lautrec, qu’il partage avec le graveur Charles Maurin ; en 1898, Joyant organise l'exposition Lautrec chez Goupil à Londres.
En 1897, Manzi, Joyant et Jean Boussod, petit fils du marchand d'art Adolphe Goupil, fondent une société, Manzi-Joyant et Cie, qui s'inscrit dans la continuité de la maison Goupil. Joyant va gérer les éditions et les galeries Goupil jusqu'à sa mort.
Il est l'éditeur des périodiques Le Théatre (1898-1914), Les Modes (1901-1937) et Les Arts (1902-1920).
Le 30 juillet 1922, Joyant, la comtesse Adèle de Toulouse-Lautrec et Gabriel Tapié de Céleyran inaugurent à Albi, au palais de la Berbie, une salle entièrement dédiée à Henri de Toulouse-Lautrec, préfiguration du musée Toulouse-Lautrec.
En 1926, il publie chez Henri Floury, la première biographie de Toulouse-Lautrec.
Important collectionneur, une grande partie des œuvres d'art accumulées par Joyant sont conservées au musée Mitsubishi Ichigokan de Tokyo.

## Publications
- Livret nouveau auquel sont contenuz XXV receptez esprouvez de prendre poissons, cannes et oyseaulx avec les mains, moclars, filetz et morses, etc., édition scientifique de Joyant, Paris, 1913.
- Henri de Toulouse-Lautrec 1864-1901. Peintre, 2 volumes, Paris, H. Floury, 1926-1927.
- (en) A series of nine lithographs by H. de Toulouse-Lautrec, with a critical essay by Maurice Joyant and a reminiscence of Lautrec by Mme Yvette Guilbert, Londres, E. Brown and Phillips, 1930.
- La Cuisine de Monsieur Momo, célibataire, illustré de 24 aquarelles et dessins par H. de Toulouse-Lautrec et d'un frontispice par Vuillard, Paris, Éditions Pellet, 1930 — rééd. avec une préface de Pascal Ory, Éditions Menu Fretin, 2011.
- [posthume] L'Art de la cuisine, ouvrage illustré d'aquarelles de Toulouse-Lautrec, préfacé par Madeleine Grillaert Dortu et Ph. Huisman, Lausanne, Edita, 1966.